# Assetjament escolar
|  | Per a altres significats, vegeu «assetjament». |

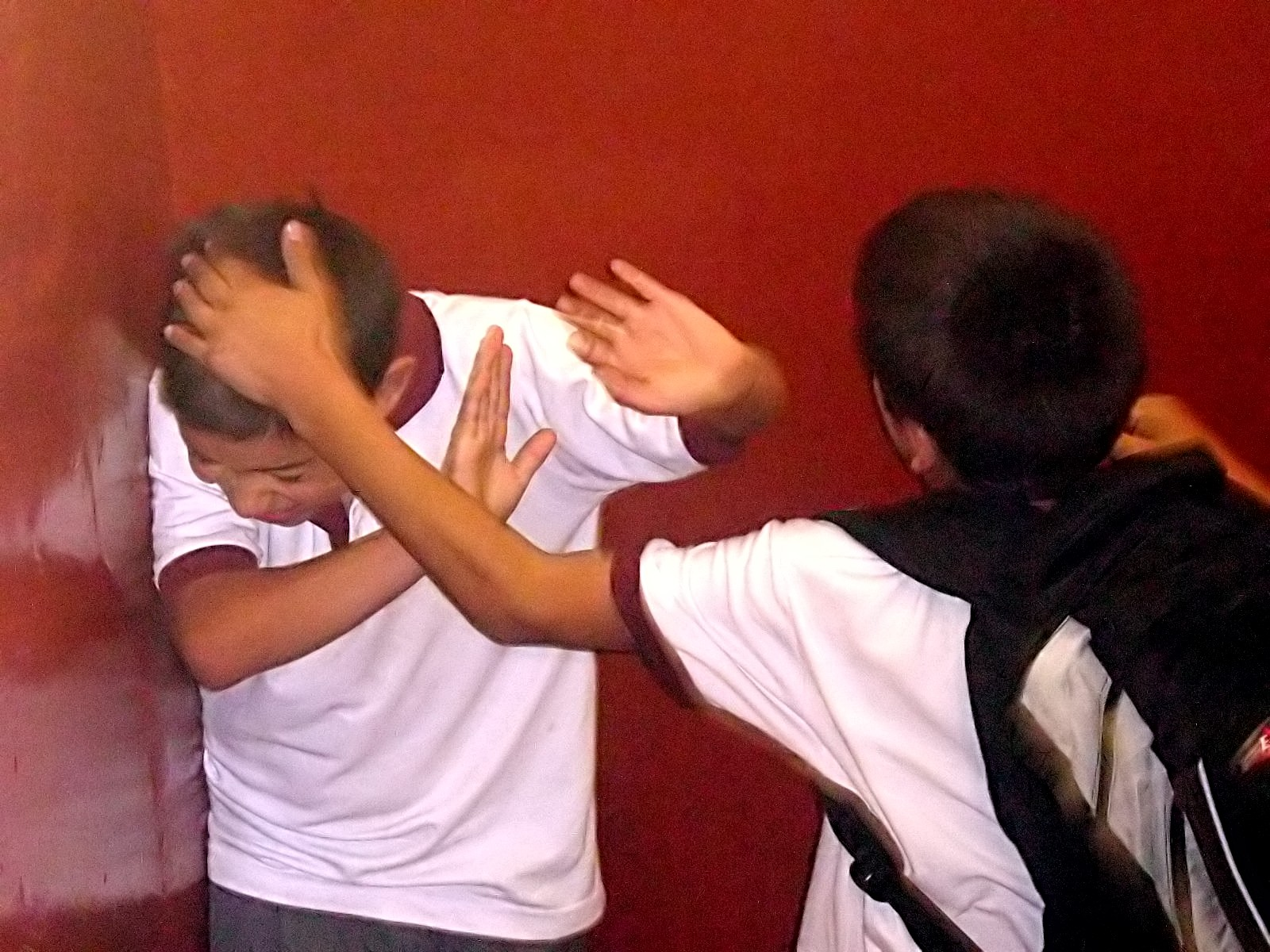
El bullying pot ser físic.

L'assetjament escolar (conegut molts cops amb l'anglicisme bullying) es produeix per l'exposició d'un alumne, de forma repetida i durant un temps, a accions negatives, que exerceix un altre o altres alumnes, destacant-ne la continuïtat en el temps, el desequilibri de poder (real o percebut) i el desig conscient de ferir, tant de manera física com verbal, o procedint a l'exclusió social.
Aquest assetjament, en general, succeeix en llocs on no hi ha adults supervisant. Això pot passar dins o al voltant de l'escola, encara que això passa més sovint en llocs apartats, vestíbuls, lavabos, en autobusos escolars, en parades d'autobús, en classes d'Educació Física, altres que requereixen grups de treball i activitats extraescolars. L'assetjament escolar a vegades consisteix en un grup d'estudiants que s'aprofiten i aïllen un alumne en particular i es guanyen la lleialtat dels companys que volen evitar convertir-se en la pròxima víctima. L'assetjament també pot ser perpetrat pels professors i el mateix sistema escolar.
Aquests actes agressius es produeixen més habitualment entre nens i nenes en procés d'entrada a l'adolescència. L'assetjament escolar va més enllà de les manifestacions violentes com pot ser pegar, les més habituals són les actituds agressives com impedir l'accés a l'entorn social de la persona agredida. La violència sol dirigir-se al cos, l'agressivitat, a les relacions socials.

## Tipus d'assetjament escolar
| Agressions físiques                          | Directes: pegar, donar empentes, amenaçar, intimidar... |
| Agressions físiques                          | Indirectes: amagar, trencar o robar objectes de la víctima... |
| Agressions verbals                           | Directes: escridassar, fer burla, insultar... |
| Agressions verbals                           | Indirectes: malparlar d'algú o difondre rumors falsos quan no hi és, fer que ho senti per casualitat, enviar-li notes grolleres, cartes, correus electrònics, fer pintades...              |
| Agressions socials                           | Directes: rebutjar algú en els jocs al pati, en les activitats a classe… |
| Agressions socials                           | Indirectes: ignorar algú com si no hi fos o com si fos transparent... |
| Agressions digitals (utilitzant tecnologies) | Directes: trucades i missatges de text (sms), e-mails, fotografies i vídeos tramesos directament mitjançant el mòbil (mms) o el correu electrònic...                                       |
| Agressions digitals (utilitzant tecnologies) | Indirectes: comentaris, fotografies i vídeos penjats a les xarxes socials de manera anònima, vídeos a YouTube, suplantació de personalitat per enviar o publicar material comprometedor... |

Les conseqüències de l'assetjament escolar poden ser fracàs escolar, fòbia a l'escola, alt nivell d'ansietat especialment de tipus anticipatori, descens de l'autoestima, intents de suïcidi, pèrdua de d'autoconfiança, sentiments d'indefensió i soledat, problemes psicològics com somatitzacions, ansietat, tristesa o quadres depressius que poden derivar en trastorns psicològics, aprenentatge inadequat respecte a la consecució d'objectius o el reforç sobre l'acte agressiu i violent com alguna cosa bona i desitjable que proporciona estatus i reconeixement entre el grup d'iguals.
Observar aquests tipus d'actes produeix dessensibilització respecte a aquesta violència i a causa d'estar exposats repetidament a aquesta situació, les persones la consideren normal, aprenen la manera de comportar-se davant de situacions injustes, valoren l'acte violent com alguna cosa que proporciona estatus dins del grup, normalitzen aquests tipus de situacions i no actuen davant elles, i aprenen patrons de conducta basats en el domini-submissió.

## Característiques psicosocials de l'agressor i de les víctimes
AGRESSOR:
Característiques físiques:
- Solen ser en general barons, de complexió forta, l'edat del qual és superior a la mitjana del grup.

Característiques acadèmiques:
- El seu rendiment escolar sol ser baix i presenten una actitud negativa cap a l'escola i el/a mestre/a.

Característiques de personalitat:
- Solen ser agressius, extravertits, provocadors, ansiosos i poc inclinats a l'acceptació de normes.
- Presenten baix autocontrol i alta autoestima

Característiques del clima sociofamiliar:
- Solen ser ambients conflictius, on hi ha escàs control, per la qual cosa normalment són subjectes amb alt grau d'autonomia.

VÍCTIMA:
Característiques físiques:
- Solen ser en general barons, de complexió dèbil, l'edat del qual entra en la mitjana del grup.
- Existeixen menys víctimes que agressors o bullies.

Caractéristiques acadèmiques:
- El seu rendiment escolar sol ser mitjà-baix, i presenten una actitud passiva cap a l'escola i el/a mestre/a.

Característiques de personalitat:
- Solen ser xics o xiques tímids, introvertits, amb poques relacions interpersonals, retrets, amb baixa acceptació per part dels seus iguals, encara que de vegades poden mostrar-se agressius.
- Acceptació de normes.
- L'ansietat es presenta de forma molt considerable.
- Presenten una baixa autoestima i un grau mitjà d'autocontrol.

Característiques del clima sociofamiliar:
- Solen ser ambients en què es presenta el conflicte de forma moderada i on se sobreprotegeix al subjecte, la qual cosa no permet el desenvolupament de la seua autonomia.
- L'assetjament escolar és afavorit i reforçat gràcies a la "llei del silenci i de la por" que s'imposa. Les víctimes per temor a les represàlies, els companys per por a ser agredits.
- Els que presenciem un acte d'agressió i no intervenim, ens convertim en CÒMPLICES de l'agressor.
- No tot tipus d'intervenció és efectiva per a reduir l'assetjament escolar.

ESPECTADORS:
Destaca la seva indiferència i permissivitat davant la violència o pel contrari la seva participació i foment de la mateixa.

## Què fer davant de l'assetjament escolar?
Què fer davant de l'assetjament escolar?
- 1r pas: Detectar:

És important tenir en compte els tipus de maltractament que poden haver-hi (maltractament físic, psicològic, social, verbal, sexual o ciber-bullying), que ens poden donar pistes de si existeix assetjament escolar al nostre centre escolar.
Per a poder detectar-ho és útil:
1) Augmentar l'observació en llocs menys freqüentats per adults (patis, vestidors, racons, corredors, entre classes, en activitats extraescolars…).
2) Recollir informació de distintes fonts (professorat, famílies, personal no docent, alumnat…).
3) Tindre estructures al centre educatiu on expressar denúncies i reclamacions (bústia de suggeriments, comissió de convivència…).
Les característiques psicosocials dels alumnes víctimes i agressors també ens donen indicis de possible agressió:
a) Víctima:
- Està més trista i vulnerable.
- Falta sovint a classe.
- Es relaciona menys amb els altres companys.
- Pot presentar marques.
- Sovint li desapareixen les coses.
- Presenta canvis d'actitud i conducta (comença a ser menys participatiu, més introvertit, baixa el rendiment, etc.)
b) Agressors:
- Amb freqüència actua en baralles o enfrontaments.
- Sovint no controla els impulsos i reaccions i es mostra més agressiu.
- Justifica les seves reaccions violentes i no valora la gravetat dels seus actes.
- 2n pas: Avaluar necessitats i recursos:

• Identificar els alumnes afectats.
• Valorar les seues necessitats.
• Identificar zones, llocs i situacions de risc.
• Valoració dels recursos humans (professorat, famílies, alumnat…).
• Valoració dels recursos materials (audiovisuals, bústia de suggeriments...)
- · 3r pas: Actuar:

Intervenció amb la víctima:
- Ser cautelós en l'aplicació de mesures i en la realització d'algunes accions per a no exposar-la a situacions de risc.
- Evitar tractar públicament a l'aula la situació d'assetjament, de manera que puga sentir-se al·ludida i experimentar vergonya i humiliació.
- Protegir la víctima durant tot el procés d'intervenció:

					- Augmentant la supervisió i vigilància del professorat durant els descansos, patis, menjador, banys, vestidors, entrades i eixides del centre...
					- Creant grups de companys solidaris (formats i determinats prèviament) per a acompanyar la víctima, fonamentalment en els moments de major risc.
					• Establir reunions individuals amb la víctima i amb altres companys que afavorisquen la comunicació i la lliure expressió.
Intervenció amb l'agressor:
- Dissenyar i realitzar entrevistes individuals on s'analitza la situació i les seues conseqüències per a les persones afectades.
- Definir molt clarament els comportaments que no es toleren, i s'establiran els límits del que es permet.
- Ajudar a entendre com se sent el xiquet agredit (empatia).
- Desenvolupar programes d'entrenament intensiu en habilitats socials (assertivitat, identificació i resolució de conflictes...).
- Ajudar a vincular-se amb els altres sentint-se part del grup i de l'entorn i assumint les responsabilitats que li corresponguin.
- Aplicar programes de modificació de conducta: conseqüències negatives, reparació i restauració del dany, pèrdua de la possibilitat de realitzar algunes activitats (eixides, campaments...).
- Aplicar tècniques cognitives (entrenament en autocontrol...).

Intervenció amb els espectadors:
- Definir clarament els comportaments d'intimidació i assetjament que han de ser denunciats.
- Analitzar les conseqüències que estos comportaments tenen per a tot el grup.
- Definir clarament quins són els papers que els espectadors juguen en estes situacions.
- Ensenyar-los la diferència entre ser solidari davant de la injustícia i ser espieta.
- Desenvolupar l'empatia emocional aprenent a posar-se en el lloc d'altres.
- Ensenyar als alumnes a demanar ajuda, a superar la por a ser qualificats d'espietes o, fins i tot, a convertir-se ells mateixos en víctimes.

Intervenció en el grup de classe:
- Fer saber a l'alumnat que no es van a acceptar agressions de cap tipus.
- Elaborar projectes antiviolència: campanyes, concursos d'eslògan...
- Ensenyar a posar nom i expressar els sentiments.
- Crear i afavorir un clima escolar de rebuig als maltractaments (violència de gènere, assetjament escolar...)
- Posar en marxa activitats de tutoria ja dissenyades per altres autors.
- Crear grups d'ajuda: supervisors, tutors d'altres xiquets, ajudants de classe, ajudants de pati...
- Afavorir l'establiment de vincles positius entre els alumnes i l'assumpció de les responsabilitats personals i grupals.
- Fomentar la cohesió grupal amb activitats diverses (festes, projectes, setmana cultural...).
- Potenciar en l'alumnat formes sanes de camaraderia i solidaritat.

Intervenció amb les famílies:
- Comptar necessàriament amb totes les famílies afectades i sol·licitar la seua col·laboració. Evitar que els pares se senten poc abonats i prenguen iniciatives individuals, que poden agreujar la situació del seu fill/a.
- Mantenir reunions individuals amb cada una de les famílies dels afectats/des per a informar-los sobre la situació i les mesures adoptades pel centre. Evitar buscar culpables i tendir a obtenir compromisos positius.
- No s'aconsella tractar estos temes en reunions generals de pares i mares.
- Ajudar les famílies a analitzar la situació de forma realista, sense minimitzar els fets ni sobredimensionar les conseqüències.
- Donar a les famílies espai i oportunitats per a parlar dels seus sentiments.
- Orientar les famílies per a fomentar el diàleg permanent entre pares i fills.
- Oferir pautes que ajuden a afrontar de forma adequada la situació del fill/a.
- Ressaltar la importància de mantenir-se alerta davant dels comportaments dels fills.
- Mantenir una relació fluida i continuada entre el centre escolar i les famílies amb l'objecte de coordinar la intervenció.

## Curs de prevenció de la violència i l'assetjament escolar
És un recurs important en el procés de participació, conscienciació, prevenció i desenvolupament de programes d'intervenció sobre convivència en el centre educatiu. Es pot adaptar com una mesura contra la desmotivació i el fracàs, no només curricular, sinó també personal i social.
OBJECTIUS:
- Facilitar el procés d'integració dels nous alumnes al centre educatiu.
- Tenir un referent, alumnes de segon cicle de secundària per afavorir la integració, l'autoestima i reduir els nivells d'inseguretat propis d'espais i organitzacions desconegudes.
- Compensar el desequilibri de poder i de forces, sempre presents en l'assetjament, entre agressor i víctima, des d'una perspectiva preventiva i dissuasiva.
- Cohesionar la comunitat educativa del centre i integrar i desenvolupar la Tolerància Zero com un tret d'identitat.

METODOLOGIA:
Basada en el programa tutoria que es desenvolupa a l'IES Front Marítim.
És un programa que parteix d'una base teòrica (primera sessió) i la resta de classes són pràctiques, amb la participació dels alumnes per elaborar les unitats didàctiques de programació i les activitats necessàries per contextualitzar el programa de tutoria entre iguals el centre educatiu triat pels alumnes del curs.
Inclou treballs individuals, en grup, presentació de programacions i exposicions de les programacions.
Entrant a aquest link podreu trobar més informació si us és necessari:

## A Catalunya
Segons l'estudi Joventut i seguretat a Catalunya, 2000-2001 es calcula que aquesta pràctica afecta el 13% de la població escolar entre 12 i 18 anys. L'estudi es va repetir el 2012, amb xifres similars (un 10,4%).